# Ізабела Стахович
Ізабела Стахович (пол. Izabela Stachowicz; 5 листопада 1893, Сосновець — 11 грудня 1969, Варшава), відома також як Бела Чайка-Стахович (пол. Bela Czajka-Stachowicz) — польська письменниця, поетеса, мемуаристка та громадська діячка єврейського походження. У роки нацистської окупації — ув'язнена Варшавського гетто, потім учасниця Опору, боєць Армії Людова. У перші повоєнні роки — поручник Польської народної армії, капітан громадянської міліції та громадської безпеки. Займалася пошуком витворів мистецтва, викрадених під час окупації. Була співробітницею Національного музею, видною фігурою літературно-мистецьких богемних салонів. Авторка популярних віршованих збірок, прози та мемуарів. Публічно підтримувала Ізраїль та критикувала режим ПОРП під час та після Шестиденної війни. Виступала проти офіційної пропаганди ПНР під час політичної кризи 1968 року.

## Богемна мандрівниця
Народилася у заможній родині Вільгельма Шварца — варшавського інженера-металурга та комерсанта єврейського походження. Навчалася на філософському факультеті Варшавського університету. З юності була близько знайома з визначними діячами польської культури, влаштовувала знамениті у Варшаві богемні вечірники. Дискутувала на факультеті з поетами Юліаном Тувімом і Владиславом Броневським. Відрізнялася надзвичайно розкутою епатажною поведінкою, постійно це афішувала — що приваблювало щирі симпатії оточення.
Продовжувала гуманітарну освіту у Відні та Берліні. Закінчила у Парижі Школу образотворчих мистецтв. Заснувала біля Ейфелевої вежі магазин польської книги. Співпрацювала із різними польськими виданнями. До війни двічі була одружена. Першим її чоловіком був відомий соціолог Олександр Герц. Після розлучення одружилася у Парижі з відомим архітектором Єжи Гельбардом.
Багато подорожувала світом. У 1937 році під псевдонімом Іза Белл видала дорожні щоденники «Moja podróż. Szlakiem Południa» («Моя подорож. Стежка Півдня»). У Буенос-Айресі познайомилася зі Станіславом Віткевичем (Віткаци) і з того часу вважалася його музою. У романі «Pożegnanie jesieni» («Прощавай, осінь») Віткаци вивів Белу Герц у демонічному образі Гели Берц — єврейської красуні та «червоної терористки», яка психологічно підкорила молодого письменника-декадента.

## Гетто та війна
Разом з Єжи Гельбардом повернулася до Польщі незадовго до Другої світової війни, яка почалася нападом нацистської Німеччини на Польщу. Під час німецької окупації Єжи й Ізабела були ув'язнені у Варшавському гетто. Ізабела мала кафе, де створювала подобу культурного центру з читанням віршів і музичними вечорами. За подальшими відгуками, це сприяло підтримці духовної твердості мешканців гетто.
Дізнавшись про ліквідацію гетто нацистами, чоловік допоміг їй втекти та незабаром загинув у Майданеку. Ізабела зуміла втекти під ім'ям Стефанія Чайка. Вигадане прізвище Чайка стало постійним псевдонімом і частиною особистого імені. Приєдналася до партизанського загону комуністичної Армії Людова, брала участь у війні.

## Армія, міліція, держбезпека

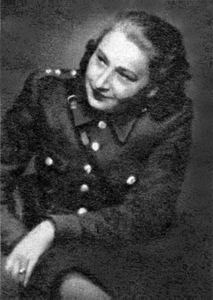

У 1945 році вступила на службу до нової польської армії, мала офіцерське звання поручника. Втретє одружилася з офіцером громадянської міліції Владиславом Стаховичем (він же Фріц Зайдлер, який також врятувався від нацистського геноциду). Була призначена на службу до Катовицької комендатури громадянської міліції, потім до Міністерства громадської безпеки (МГБ).
Разом із командою Яна Захватовича займалася розшуком викрадених під час окупації творів мистецтва. За її участю було виявлено та збережено у Польщі картини Яна Матейка — «Рейтан — занепад Польщі», «Стефан Баторій під Псковом», «Люблінська унія». У 1946 році опублікувала за підписом Ізабели Гельбард збірку поезій «Pieśni żałobne Getta» («Похоронні пісні Гетто») (авторський підпис був Ізабелла Гельбард, передмову написав Владислав Броневський).
Служба Ізабели Стахович у міліції та МГБ тривала недовго. Немає жодних відомостей про її участь у політичних репресіях чи фізичному насильстві. Однак існують свідчення, що її діяльність все ж таки не зводилася до пошуку художніх цінностей. За деякими даними, Стахович брала участь в оперативних заходах Юлії Брістігер: відкривала літературно-мистецькі салони, приваблювала своєю присутністю відомих представників інтелігенції — після чого Брістігер та її агенти здійснювали вербування.
Згодом Ізабела Стахович розповідала, з яким обуренням зустрічала в апараті МОБ колишніх співробітників пронацистської Єврейської поліції, відомих їй по службі в гетто. Значною мірою з цієї причини у 1946 році вона звільнилася у званні капітана. Перебравшись до Варшави, відкрила перший у «народній Польщі», з 1952 — ПНР літературний салон. Є інформація, що відкриття санкціонував член Політбюро ЦК ПОРП Якуб Берман — член панівного тріумвірату, куратор каральних органів.

## Музей і література
З 1951 року Ізабела Стахович працювала старшою асистенткою у варшавському Національному музеї. За спогадами товаришів по службі, значну частину робочого часу вона проводила у знаменитому арткафе «Lajkonik» і «побачивши професора Лоренца, який зайшов, ховалася під столом». Надавала всіляке сприяння представникам «нестандартних» напрямів у мистецтві. Зокрема, Стахович допомагала художнику-примітивісту Теофілу Оцепке, якого представляла «польським Анрі Руссо», та його Янувській групі. Забезпечила Янувській групі прикриття від репресій.
Публікувала статті на теми літератури та мистецтва. Брала активну участь у діяльності Суспільно-культурного товариства євреїв у Польщі (TSKŻ). У 1963 році відвідала Ізраїль.
У ПНР Ізабела Стахович стала популярною письменницею. Найчастіше вона підписувалася псевдонімом Чайка чи Чайка-Стахович, іноді Бела Шварц. Основні її твори написані у жанрі спогадів. У 1956 році вийшла книга «Ocalił mnie kowal» («Врятував мене коваль»): історія втечі з гетто, де авторка з вдячністю згадала людей, які допомагали їй втекти від нацистів. Далі були автобіографічні нариси «Córka czarownicy na huśtawce» («Дочка відьми на гойдалці»), «Lecę w świat» («Лечу у світ»), «Płynę w świat» («Пливу у світ»), «Król węży i salamandra» («Король змій і саламандр»), «Moja wo po raz pierwszy» («Вперше одружена»), «Nigdy nie wyjdę za mąż» («Ніколи не вийду заміж»), «Dubo… Dubon… Dubonnet» («Дюбо… Дюбон… Дюбонне»).
У 1966 році Ізабела Стахович була нагороджена Кавалерським хрестом ордена Відродження Польщі за внесок у розвиток польської культури.

## Конфлікт з владою
Ізабела Стахович не була членкинею правлячої компартії ПОРП, але й не вступала у політичні конфлікти з режимом. Однак у 1967 році вона рішуче підтримала Ізраїль у Шестиденній війні. Її виступи у TSKŻ були перейняті пафосом єврейської перемоги та з ентузіазмом зустрічалися молоддю.
Під час антисемітської кампанії 1968 року Стахович була взята під нагляд Служби безпеки (СБ) і особливо відзначалася начальником III (політичного) департаменту СБ полковником Генриком Пентеком. З нападками на неї виступав партійний публіцист Ришард Гонтаж, колишній співробітник МОБ та СБ, майбутній ідеолог та організатор «партійного бетону». У відповідь Стахович різко критикувала комуністичний режим й антисемітські настрої. Згодом її характеризували як «свою у владі й опозиціонерку в душі».

## Пам'ять
Наступного року Ізабела Стахович померла у віці 76 років.
Твори Ізабели Стахович, її роль у польській культурі, неабиякі риси її особистості привертають велику увагу. У 1992 році біографію Стахович видала журналістка та письменниця Крістіна Коліньська — «Szatańska księżniczka: Opowieść o Izabeli Czajce-Stachowicz» («Сатанинська принцеса: Оповідь про Ізбель Чайку-Стахович»). У 2011 році дослідниця польської філології Пауліна Солов'янюк опублікувала роботу «Ta piękna mitomanka. O Izabeli Czajce-Stachowicz» — («Ця чудова міфоманка. Про Ізабель Чайку-Стахович»).